# Polyblastia philaea
Polyblastia philaea är en lavart som beskrevs av Zschacke. Polyblastia philaea ingår i släktet Polyblastia och familjen Verrucariaceae.   Inga underarter finns listade i Catalogue of Life.